# Louis Luyten
Louis Luyten (Bree, 19 mei 1955) is een Belgisch voormalig wielrenner.

## Carrière
Luyten nam deel aan vijf grote rondes en reed er drie uit. De ronde van Frankrijk reed hij vier keer en de Giro een keer. Hij reed in 1980 en 1981 ook nog enkele grotere eendagskoersen maar kon daarin geen grote resultaten neerzetten. Hij was wel succesvol als amateurrenner.

## Overwinningen
1976
- Meerhout
- Rillaar
- Kersbeek-Miskom
- Grâce-Hollogne
- Herve

1977
- Luik
- Landen
- Molenstede
- Korspel-Beverlo
- Bilzen
- Aubel
- Pepinster
- Theux
- Tienen

1978
- Thismister
- 1e etappe Ronde van Luik

## Resultaten in de voornaamste wedstrijden
| Jaar | Ronde van Italië | Ronde van Frankrijk | Ronde van Spanje |
| ---- | ---------------- | ------------------- | ---------------- |
| 1979 | 103e             |                     |                  |
| 1980 |                  |                     |                  |
| 1981 |                  | 76e                 |                  |
| 1982 |                  | 92e                 |                  |
| 1983 |                  | opgave              |                  |
| 1984 |                  |                     |                  |
| 1985 |                  | opgave              |                  |

| Jaar | Milaan-San Remo | Gent-Wevelgem | Waalse Pijl | E3 Harelbeke | Parijs-Tours |
| ---- | --------------- | ------------- | ----------- | ------------ | ------------ |
| 1979 |                 |               |             |              |              |
| 1980 | 119e            |               | 43e         | 20e          |              |
| 1981 |                 | 116e          |             | 21e          | 99e          |
| 1982 |                 |               |             |              |              |
| 1983 |                 |               |             |              |              |
| 1984 |                 |               |             |              |              |
| 1985 |                 |               |             |              |              |

## Ploegen
- 1979 –  Carlos-Galli-Castelli
- 1980 –  Eurobouw-Cambio
- 1981 –  Vermeer Thijs
- 1982 –  Vermeer Thijs
- 1983 –  Metauro Mobili-Pinarello
- 1984 –  Dries-Verandalux
- 1985 –  Verandalux-Dries

Wielerploegen van Louis Luyten
Beysens ·
Bogaert ·
Cuypers ·
De Beule ·
De Gendt ·
Desaever ·
Deschoenmaecker ·
De Wolf ·
Govaerts ·
van Houwelingen ·
den Hertog ·
Liboton ·
Luyten ·
Pollentier ·
Van De Poel ·
Van Roosbroeck ·
Van Looy ·
Verstraete ·
Verstraeten
Cuypers ·
De Cnijf ·
De Gendt ·
Deschoenmaecker ·
De Wolf ·
A. van Houwelingen ·
J. van Houwelingen ·
Jacobs ·
Liboton ·
Luyten ·
Naets ·
Schoonbaert ·
Vandeghinste ·
Verschuere